# Parc de Penn-Avel
Le parc de Penn-Avel (du breton, penn : cap et avel : vent) est un espace vert public situé sur la commune du Croisic, dans le département français de la Loire-Atlantique.

## Présentation
Le parc de 9 ha se situe à proximité de la côte sauvage du Croisic. Boisé et clos de murs, il est un des derniers témoins de grandes unités paysagères présentes autrefois sur cette partie du littoral.

### Historique
Penn-Avel est une ancienne propriété bourgeoise de villégiature, créée de toutes pièces au XIXe siècle par la famille Levesque-Panneton qui venait y passer chaque été. Le parc est peu à peu planté de chênes verts et d'espèces méditerranéennes. Endommagée au cours de la Seconde Guerre mondiale, la propriété sert de colonie de vacances pendant les années qui suivent. Le Conservatoire du littoral rachète le domaine en 1977, en raison de l'intérêt que constitue cette coupe végétale, rare sur le littoral atlantique. Le parc ouvre au public à l'année en 1979 après des travaux de rénovation. Il est géré et entretenu par la Ville du Croisic.

### Intérêts
Le moulin de la Providence, situé dans son enceinte, a fait l'objet d'une rénovation au début du XXIe siècle.
Un des bâtiments est mis à disposition du SEM-REV , dans le cadre d'un partenariat avec l'École centrale de Nantes, pour mener des recherches sur l'énergie marine.
Un autre bâtiment accueille le laboratoire de biologie marine de la communauté d'agglomération de la Presqu'île de Guérande Atlantique.

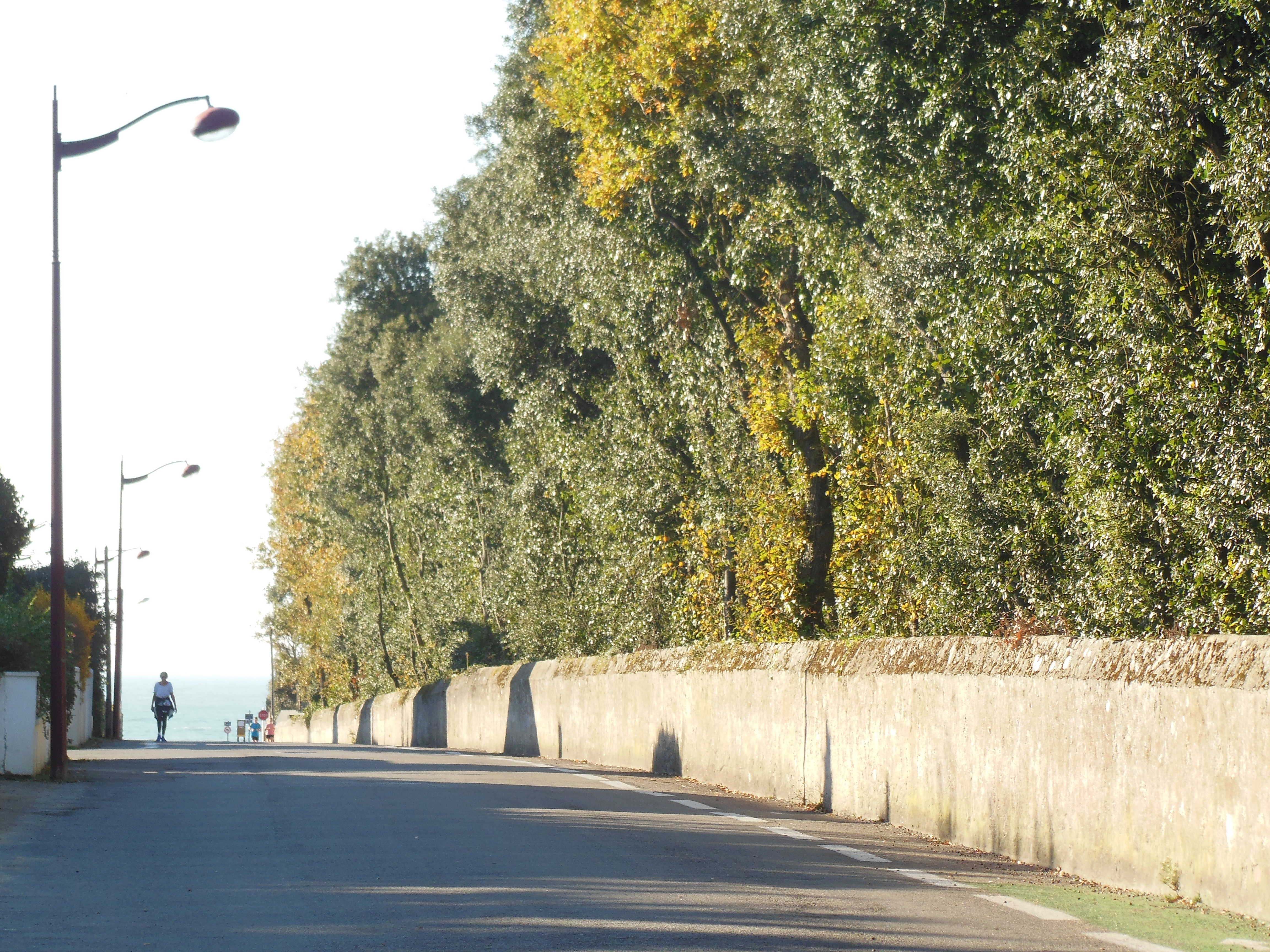
Le parc vu de la rue de Kervenel, en direction de la côte sauvage
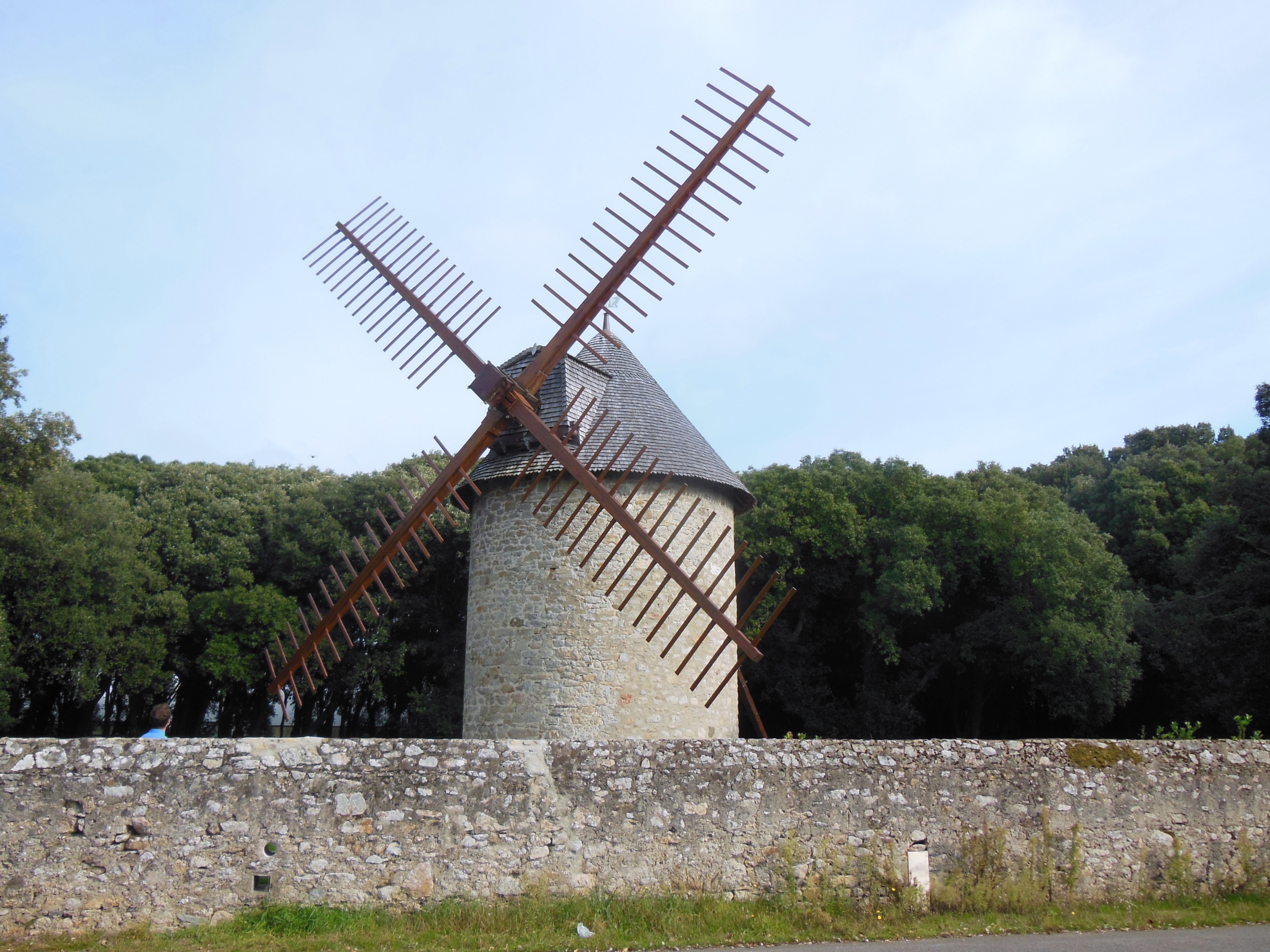
Le parc vu de la rue des Moulins, vue sur le moulin de la Providence